# Auchenipterichthys punctatus
Auchenipterichthys punctatus es una especie de pez de la familia Auchenipteridae en el orden de los Siluriformes.

## Morfología
• Los machos pueden llegar alcanzar los 15,1 cm de longitud total.

## Alimentación
Come insectos (adultos y crisálidas).

## Hábitat
Es un pez de agua dulce y de clima tropical.

## Distribución geográfica
Se encuentran en Sudamérica:  cuenca del río Amazonas.